# 阿斯蒂主教座堂

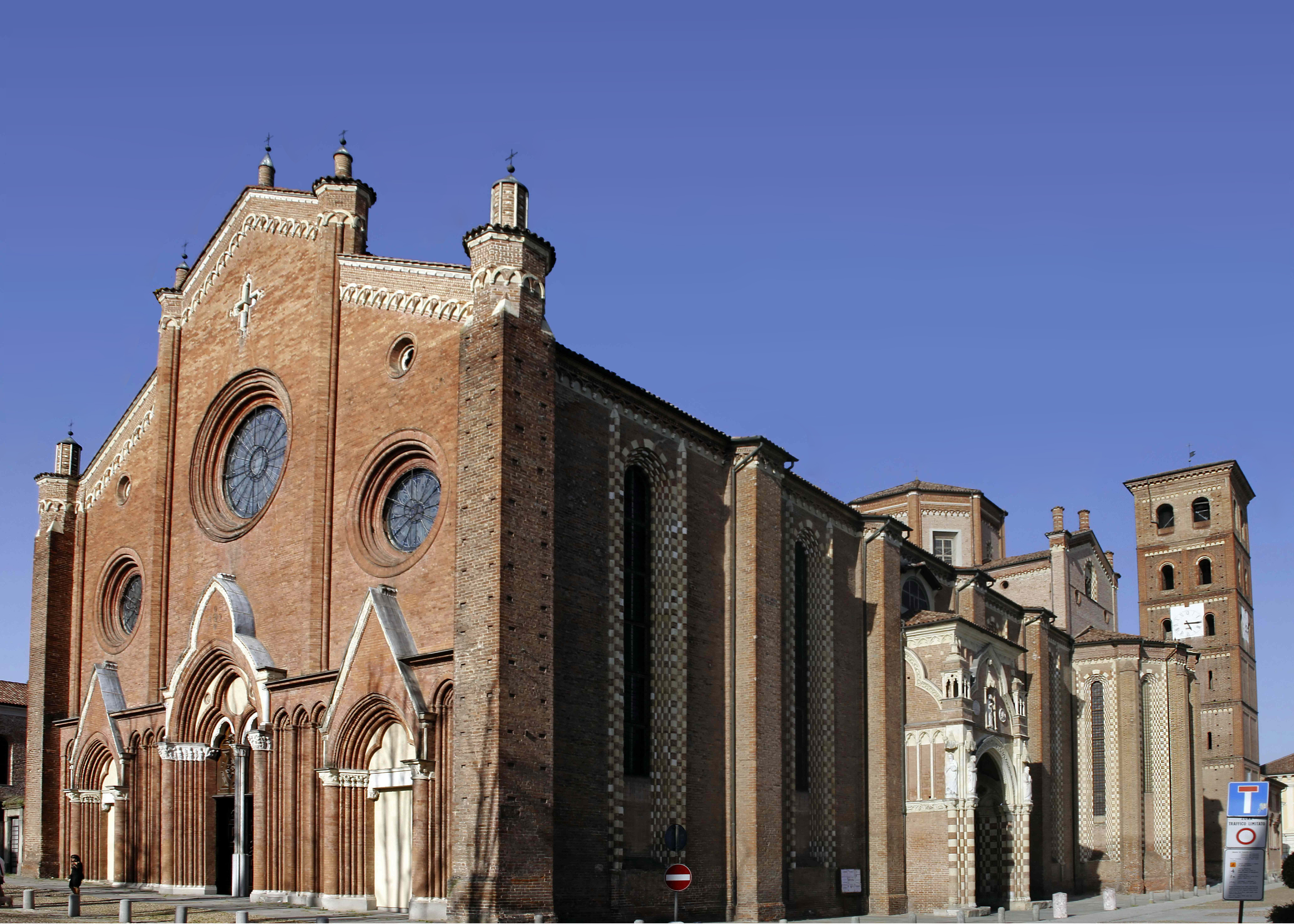
阿斯蒂主教座堂

阿斯蒂主教座堂（義大利語：Cattedrale di Santa Maria Assunt e San Gottardo; Cattedrale di Asti）是意大利皮埃蒙特大區城市阿斯蒂的一座羅馬天主教的主教座堂，也是天主教阿斯蒂教區的主教座堂，奉獻給聖母升天。這座教堂長82米，高24米，是皮埃蒙特大區規模最大的教堂之一。